# Josef Tošovský
Josef Tošovský  (pronunciado en checo [ˈjozɛf ˈtoʃofskiː]; Náchod, 28 de septiembre de 1950) es un economista y político checo, primer ministro de la República Checa entre 1997 y 1998.
Durante su juventud fue miembro del Partido Comunista de Checoslovaquia (1976-1989). Casado con dos hijas. Graduado en Económicas por la Universidad Económica de Praga en 1963, después de completar sus estudios en 1973, trabajó en el Banco del Estado de Checoslovaquia, donde ocupó diversos puestos. En 1989, fue nombrado gobernador del Banco del Estado de Checoslovaquia. Luego de la separación de las República Checa y Eslovaquia y del establecimiento del Banco Nacional Checo, fue nombrado gobernador del Banco Nacional Checo en 1993. El 22 de julio de 1998, Tošovský fue mantenido en su cargo de gobernador. Tošovský dejó el cargo a finales de noviembre de 2000. Desde el 1 de diciembre de 2000 ocupó el cargo de presidente del Instituto para la Estabilidad Financiera del Banco de Pagos Internacionales con sede en Basilea, Suiza. Fue sustituido por Fernando Restoy, antiguo subgobernador del Banco de España, el 1 de enero de 2017.
En agosto de 2007, Rusia nominó a Tošovský para suceder a Rodrigo Rato para dirigir el Fondo Monetario Internacional – como una alternativa al candidato francés Dominique Strauss-Kahn. La República Checa declaró inmediatamente que no avalaba la propuesta rusa, y que continuaba respaldando al candidato de la Unión Europea.